# Africophilus walterrossii
Africophilus walterrossii is een keversoort uit de familie waterroofkevers (Dytiscidae). De wetenschappelijke naam van de soort is voor het eerst geldig gepubliceerd in 1988 door Sanfilippo & Franciscolo.